# Saint-Germain-sur-Sèves
Saint-Germain-sur-Sèves  ist eine französische Gemeinde mit 174 Einwohnern (Stand 1. Januar 2022) im Département Manche in der Region Normandie. Sie gehört zum Arrondissement Coutances und zum Kanton Agon-Coutainville. 
Sie grenzt im Nordwesten an Gonfreville, im Norden an Nay, im Nordosten an Terre-et-Marais mit Sainteny, im Südosten an Raids, im Süden an Saint-Sébastien-de-Raids und im Südwesten an Périers.

## Bevölkerungsentwicklung
| Jahr      | 1962 | 1968 | 1975 | 1982 | 1990 | 1999 | 2008 | 2018 |
| --------- | ---- | ---- | ---- | ---- | ---- | ---- | ---- | ---- |
| Einwohner | 238  | 221  | 191  | 211  | 221  | 213  | 194  | 164  |

## Sehenswürdigkeiten
- Kirche Saint-Germain
- Schloss von Saint-Germain-sur-Sèves, Monument historique seit 1950

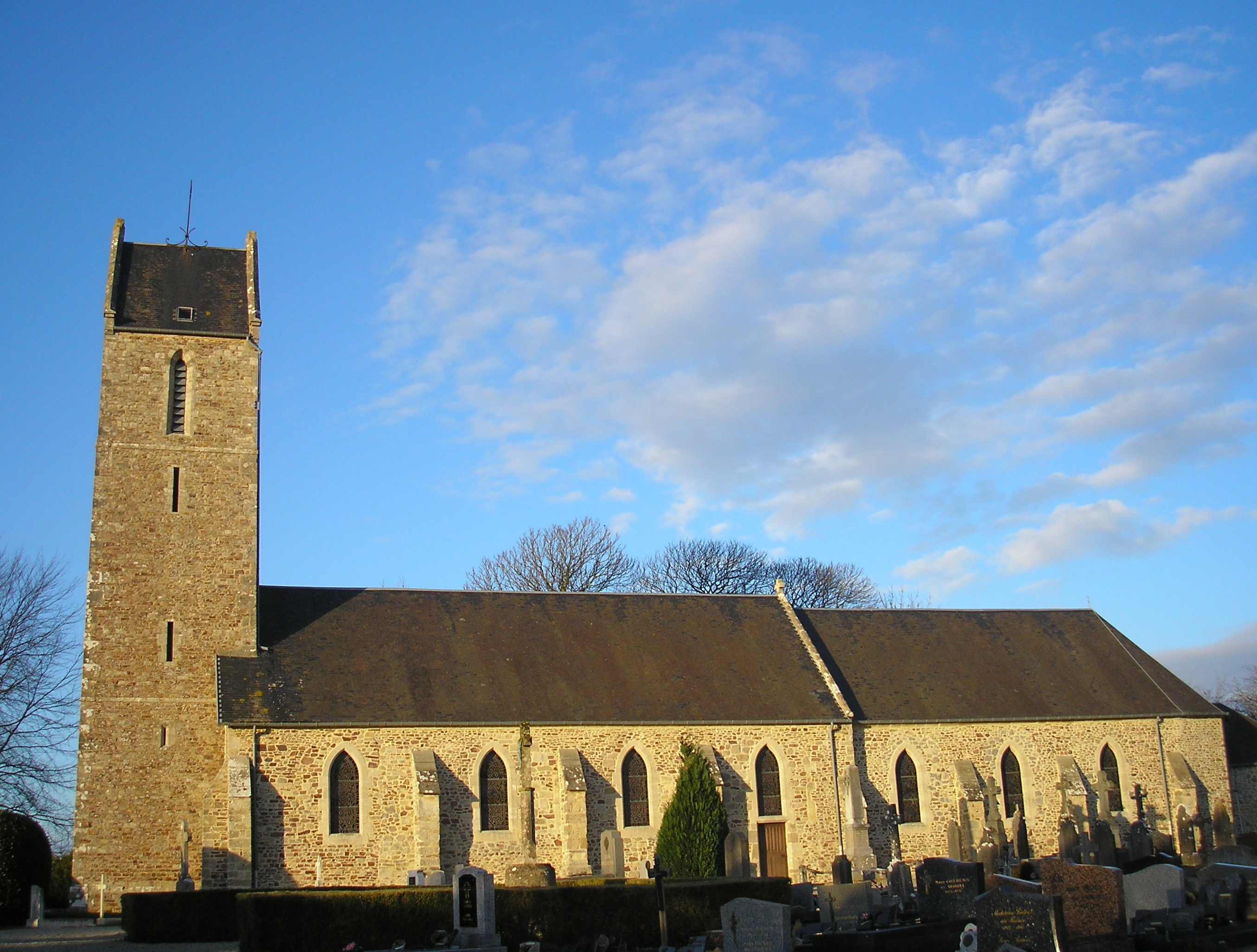
Kirche Saint-Germain
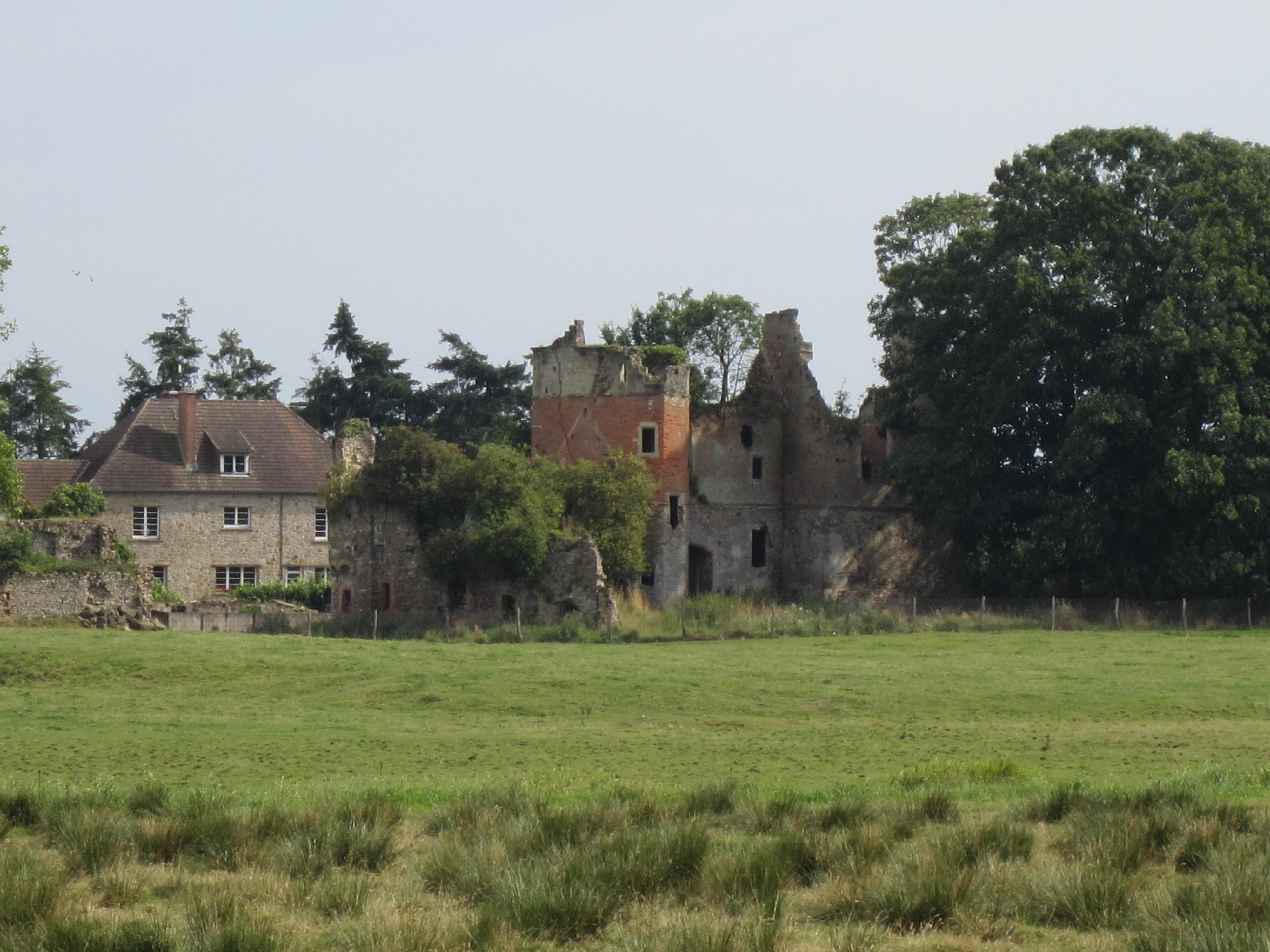
Schloss von Saint-Germain-sur-Sèves
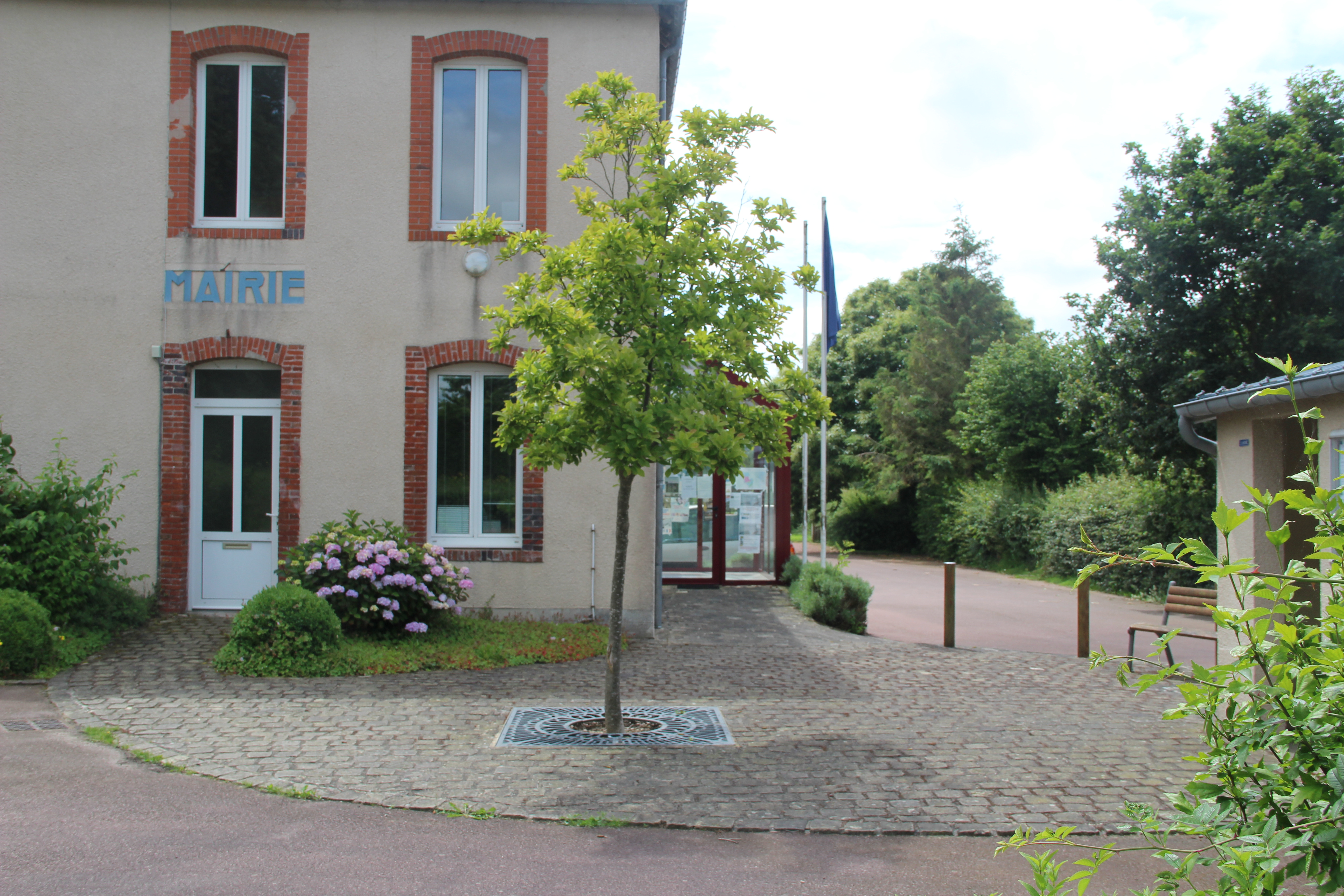
Rathaus (mairie)